# Lacquy
Lacquy település Franciaországban, Landes megyében. Lakosainak száma 288 fő (2022. január 1.). Lacquy Le Frêche, Pouydesseaux, Sainte-Foy, Saint-Justin és Villeneuve-de-Marsan községekkel határos.

## Népesség
A település népességének változása:
| Lakosok száma | 244  | 192  | 193  | 225  | 256  | 275  | 280  | 283  | 285  | 288  |
|               | 1968 | 1982 | 1990 | 2006 | 2013 | 2015 | 2017 | 2019 | 2020 | 2022 |